# Helicia maxwelliana
Helicia maxwelliana là một loài thực vật có hoa trong họ Quắn hoa. Loài này được Gibbs miêu tả khoa học đầu tiên năm 1914.